# 民族报
民族报（La Nación） 是阿根廷境內的一份保守主义日报。  阿根廷境內立場與民族报迥異的大報是號角報。 民族报是阿根廷境內閱讀量第二的紙質報紙，僅次於號角報。它也是阿根廷閱讀量第三大的數字版報紙，僅次於Infobae和號角報。民族报的印刷廠位於布宜諾斯艾利斯，報社編輯部位於布宜诺斯艾利斯省维森特洛佩斯。

## 歷史
1870年1月4日，巴托洛梅·米特雷及其助手创立了民族報。民族报創辦初期是一份政黨喉舌报纸，該報當時主要支持巴托洛梅·米特雷。 20世纪30年代前，民族报是拉丁美洲拥有读者最多的报纸。 20世紀80年代，該報立場偏向官方，而且反共以及反庇隆主義。